# Skipås
Skipås este o arie protejată (arie specială de conservare — SAC, sit de importanță comunitară — SCI) din Suedia întinsă pe o suprafață de 78,6 ha, integral pe uscat.

## Localizare
Centrul sitului Skipås este situat la coordonatele 56°47′20″N 12°38′14″E / 56.7889°N 12.6372°E.

## Înființare
Situl Skipås a fost declarat sit de importanță comunitară în iulie 2000 pentru a proteja 1 specie de animale. Situl a fost protejat și ca arie specială de conservare în martie 2011.

## Biodiversitate
Situată în ecoregiunea continentală, aria protejată conține 5 habitate naturale: Păduri de fag Luzulo-Fagetum, Pajiști fino-scandinave uscate până la mezice, bogate în specii de altitudine mică, Formațiuni ierboase bogate în specii de Nardus, dezvoltate pe substraturi silicioase în zone montane (și în zone submontane, în Europa continentală), Păduri acidofile de stejar bătrân cu Quercus robur pe câmpii nisipoase, Pășuni din zone de pădure fino-scandinave.
La baza desemnării sitului se află o specie protejată de  amfibieni: triton cu creastă (Triturus cristatus).